# Prvenstvo Anglije 1900
Prvenstvo Anglije 1900 v tenisu.

## Moški posamično
Reginald Doherty :  Sydney Smith, 6-8, 6-3, 6-1, 6-2

## Ženske posamično
Blanche Bingley Hillyard :  Charlotte Cooper  4-6, 6-4, 6-4

## Moške dvojice
Reginald Doherty /  Laurie Doherty :  Herbert Roper Barrett /  Harold Nisbet, 9–7, 7–5, 4–6, 3–6, 6–3